# Sunagawa, Hokkaidō
Sunagawa (砂川市 Sunagawa-shi) là một thành phố thuộc tỉnh Hokkaidō, Nhật Bản.